# Lycanades crispa
Lycanades crispa är en fjärilsart som beskrevs av Harvey 1875. Lycanades crispa ingår i släktet Lycanades och familjen nattflyn. Inga underarter finns listade i Catalogue of Life.